# Nova Trento
Nova Trento este un oraș în Santa Catarina (SC), Brazilia.